# لاعب هجوم قوي الجسم

مراكز لاعبي كرة السلة في المنطقة الهجومية: 1. لاعب هجوم خلفي 2. مدافع مسدد الهدف 3. لاعب هجوم صغير الجسم 4. لاعب الهجوم قوي الجسم 5. لاعب الوسط

لاعب هجوم قوي الجسم (بالإنجليزية: Power forward)‏ هو أحد مراكز رياضة كرة السلة.

## قائمة أهم لاعبي المركز

### رجال
- تشارلز باركلي (لاعب كرة سلة)
- كريس بوش
- أنطوني ديفيس
- تيم دنكان
- كيفن غارنيت
- بليك غريفين
- شون كيمب
- كيفن لف
- كارل مالوني
- كيفن مكهيل
- ديرك نوفيتسكي
- دينيس رودمان
- درايموند غرين
- لويس سكولا
- أمار ستودماير
- لاماركوس ألدريدج

### نساء
- صوفيا ينغ
- كاميل ليتل
- أشلي ووكر
- كاترينا مكلاين جنسن

## كتب
- The Basketball Handbook (pg 14) (2004). Lee H. Rose (ردمك 0-7360-4906-1).

## وصلات خارجية
- لاعبو كرة السلة على موقع أكاديمية بي بي سي للرياضة
- كيف تعمل رياضة كرة السلة على موقع HowStuffWorks.com